# Olympique Lyonnais 2020-2021
Questa voce raccoglie le informazioni riguardanti l'Olympique Lyonnais nelle competizioni ufficiali della stagione 2020-2021.

## Maglie e sponsor
Lo sponsor tecnico per la stagione 2020-2021 è Adidas, mentre lo sponsor ufficiale è Emirates Fly Better. La prima maglia è bianca con inserti rossi e blu, calzoncini e calzettoni bianchi. La seconda maglia è nera con strisce verticali ed inserti grigi, calzoncini e calzettoni neri con inserti bianchi.
| Casa | Trasferta | Terza Divisa |

## Rosa
| N. |                           | Ruolo | Calciatore               |
| -- | ------------------------- | ----- | ------------------------ |
| 1  | Portogallo (bandiera)     | P     | Anthony Lopes            |
| 2  | Costa d'Avorio (bandiera) | D     | Sinaly Diomandé          |
| 3  | Danimarca (bandiera)      | D     | Joachim Andersen         |
| 3  | Algeria (bandiera)        | D     | Djamel Benlamri          |
| 4  | Brasile (bandiera)        | D     | Rafael                   |
| 4  | Brasile (bandiera)        | C     | Jean Lucas               |
| 5  | Belgio (bandiera)         | D     | Jason Denayer (capitano) |
| 6  | Brasile (bandiera)        | D     | Marcelo                  |
| 7  | Camerun (bandiera)        | A     | Karl Toko Ekambi         |
| 8  | Francia (bandiera)        | C     | Houssem Aouar            |
| 9  | Francia (bandiera)        | A     | Moussa Dembélé           |
| 10 | Burkina Faso (bandiera)   | A     | Bertrand Traoré          |
| 11 | Paesi Bassi (bandiera)    | A     | Memphis Depay            |
| 12 | Brasile (bandiera)        | C     | Lucas Paquetá            |
| 14 | Francia (bandiera)        | D     | Léo Dubois               |
| 15 | Brasile (bandiera)        | C     | Camilo                   |
| 16 | Svizzera (bandiera)       | P     | Anthony Racioppi         |
| 17 | Francia (bandiera)        | C     | Jeff Reine-Adélaïde      |
| 17 | Francia (bandiera)        | D     | Malo Gusto               |

| N. |                           | Ruolo | Calciatore         |
| -- | ------------------------- | ----- | ------------------ |
| 18 | Francia (bandiera)        | A     | Rayan Cherki       |
| 20 | Brasile (bandiera)        | D     | Fernando Marçal    |
| 20 | Algeria (bandiera)        | A     | Islam Slimani      |
| 22 | Italia (bandiera)         | D     | Mattia De Sciglio  |
| 23 | Paesi Bassi (bandiera)    | D     | Kenny Tete         |
| 23 | Brasile (bandiera)        | C     | Thiago Mendes      |
| 24 | Zimbabwe (bandiera)       | A     | Tino Kadewere      |
| 25 | Francia (bandiera)        | C     | Maxence Caqueret   |
| 27 | Costa d'Avorio (bandiera) | A     | Maxwel Cornet      |
| 28 | Mali (bandiera)           | D     | Youssouf Koné      |
| 29 | Francia (bandiera)        | A     | Yaya Soumaré       |
| 30 | Romania (bandiera)        | P     | Ciprian Tătărușanu |
| 30 | Germania (bandiera)       | P     | Julian Pollersbeck |
| 31 | Francia (bandiera)        | D     | Melvin Bard        |
| 34 | Belgio (bandiera)         | D     | Héritier Deyonge   |
| 35 | Francia (bandiera)        | A     | Boubacar Fofana    |
| 39 | Brasile (bandiera)        | C     | Bruno Guimarães    |
|    | Camerun (bandiera)        | D     | Raphaël Anaba      |
|    | Francia (bandiera)        | A     | Djibrail Dib       |

## Calciomercato

### Sessione estiva(dall'11/06 al 31/08)
| Acquisti         | Acquisti           | Acquisti   | Acquisti                               |
| R.               | Nome               | da         | Modalità                               |
| ---------------- | ------------------ | ---------- | -------------------------------------- |
| P                | Boris Essele       | Amiens     | fine prestito                          |
| P                | Julian Pollersbeck | Amburgo    | definitivo (250.000 €)                 |
| D                | Djamel Benlamri    |            | svincolato                             |
| D                | Mattia De Sciglio  | Juventus   | prestito                               |
| C                | Pape Cheikh        | Celta Vigo | fine prestito                          |
| C                | Lucas Paquetá      | Milan      | definitivo (20 milioni €)              |
| A                | Tino Kadewere      | Le Havre   | fine prestito                          |
| A                | Lenny Pintor       | Troyes     | fine prestito                          |
| A                | Karl Toko Ekambi   | Villarreal | riscatto cartellino (11,5+4 milioni €) |
| Altre operazioni |                    |            |                                        |
| R.               | Nome               | da         | Modalità                               |
| D                | Cenk Özkacar       | Altay      | definitivo (1,5+1,5 milioni €)         |

| Cessioni         | Cessioni            | Cessioni        | Cessioni                       |
| R.               | Nome                | a               | Modalità                       |
| ---------------- | ------------------- | --------------- | ------------------------------ |
| P                | Boris Essele        | Bourg-en-Bresse | prestito                       |
| P                | Anthony Racioppi    | Digione         | definitivo                     |
| P                | Ciprian Tătărușanu  | Milan           | definitivo (500.000 €)         |
| D                | Joachim Andersen    | Fulham          | prestito                       |
| D                | Youssouf Koné       | Elche           | prestito                       |
| D                | Oumar Solet         | Salisburgo      | definitivo (4,5+4 milioni €)   |
| D                | Fernando Marçal     | Wolverhampton   | definitivo (2 milioni €)       |
| D                | Rafael              |                 | svincolato                     |
| D                | Kenny Tete          | Fulham          | definitivo (3,2 milioni €)     |
| D                | Mapou Yanga-Mbiwa   |                 | svincolato                     |
| C                | Pape Cheikh         | Digione         | prestito                       |
| C                | Jeff Reine-Adélaïde | Nizza           | prestito                       |
| C                | Lucas Tousart       | Hertha Berlino  | fine prestito                  |
| A                | Amine Gouiri        | Nizza           | definitivo (7 milioni €)       |
| A                | Yann Kitala         | Sochaux         | definitivo (0,3+0,5 milioni €) |
| A                | Lenny Pintor        | Troyes          | prestito                       |
| A                | Martin Terrier      | Rennes          | definitivo (12+3 milioni €)    |
| A                | Bertrand Traoré     | Aston Villa     | definitivo (18,4 milioni €)    |
| Altre operazioni |                     |                 |                                |
| R.               | Nome                | a               | Modalità                       |
| P                | Lucas Margueron     |                 | svincolato                     |
| D                | Théo Ndicka Matam   |                 | svincolato                     |
| C                | Paul Devarrewaere   |                 | svincolato                     |

### Sessione invernale(dal 02/01 al 01/02)
| Acquisti         | Acquisti      | Acquisti | Acquisti   |
| R.               | Nome          | da       | Modalità   |
| ---------------- | ------------- | -------- | ---------- |
| A                | Islam Slimani |          | svincolato |
| Altre operazioni |               |          |            |
| R.               | Nome          | da       | Modalità   |

| Cessioni         | Cessioni       | Cessioni        | Cessioni |
| R.               | Nome           | a               | Modalità |
| ---------------- | -------------- | --------------- | -------- |
| C                | Jean Lucas     | Brest           | prestito |
| A                | Moussa Dembélé | Atlético Madrid | prestito |
| Altre operazioni |                |                 |          |
| R.               | Nome           | a               | Modalità |

## Risultati

### Ligue 1

#### Girone d'andata
| Arbitro: | Letexier |

|                          |           |                  |
| Savanier 38’ (rig.), 59’ | Marcatori | 82’ (rig.) Depay |

| Arbitro: | Millot |

|                                                       |           |               |
| Depay 39’ (rig.), 45+1’, 66’ (rig.) Lautoa 45’ (aut.) | Marcatori | 14’ Scheidler |

| Bordeaux 11 settembre 2020, ore 21:00 CEST 3ª giornata | Bordeaux | 0 – 0 referto | Olympique Lione | Stadio Matmut-Atlantique (4.428 spett.)\| Arbitro: \| Buquet \| |
| Arbitro:                                               | Buquet   |               |                 |                                                                 |

| Décines-Charpieu 18 settembre 2020, ore 21:00 CEST 4ª giornata | Olympique Lione | 0 – 0 referto | Nîmes | Parc Olympique Lyonnais (4.385 spett.)\| Arbitro: \| Delerue \| |
| Arbitro:                                                       | Delerue         |               |       |                                                                 |

| Arbitro: | Turpin |

|           |           |            |
| Wissa 63’ | Marcatori | 74’ Dubois |

| Arbitro: | Frappart |

|                  |           |           |
| Aouar 28’ (rig.) | Marcatori | 16’ Payet |

| Arbitro: | Buquet |

|                       |           |                                   |
| Diallo 44’ Aholou 55’ | Marcatori | 12’ Kadewere 25’, 42’ Toko Ekambi |

| Arbitro: | Gautier |

|                                                 |           |                       |
| Depay 12’ Toko Ekambi 34’, 44’ Aouar 41’ (rig.) | Marcatori | 47’ (rig.) Ben Yedder |

| Arbitro: | Lesage |

|           |           |                  |
| Bamba 22’ | Marcatori | 41’ (aut.) Çelik |

| Arbitro: | Letexier |

|                   |           |                  |
| Kadewere 65’, 74’ | Marcatori | 40’ (aut.) Lopes |

| Arbitro: | Delerue |

|  |           |              |
|  | Marcatori | 80’ Kadewere |

| Arbitro: | Miguelgorry |

|                                           |           |  |
| Toko Ekambi 22’ Guimarães 49’ Dembélé 66’ | Marcatori |  |

| Arbitro: | Abed |

|             |           |                                |
| Boulaya 76’ | Marcatori | 17’ Depay 47’, 60’ Toko Ekambi |

| Arbitro: | Bastien |

|  |           |              |
|  | Marcatori | 35’ Kadewere |

| Arbitro: | Brisard |

|                             |           |                                      |
| Depay 69’ (rig.) Cornet 81’ | Marcatori | 29’ (aut.) Lopes 90+3’ (rig.) Faivre |

| Arbitro: | Gautier |

|            |           |                                                         |
| Gouiri 44’ | Marcatori | 32’ (rig.) Depay 39’ Kadewere 63’ Toko Ekambi 73’ Aouar |

| Arbitro: | Buquet |

|                                         |           |  |
| Toko Ekambi 4’ Kadewere 37’ Paquetá 44’ | Marcatori |  |

| Arbitro: | Wattellier |

|                                         |           |                         |
| Depay 39’, 52’ (rig.) Fortès 46’ (aut.) | Marcatori | 56’ Sotoca 89’ Doucoure |

| Arbitro: | Lesage |

|                            |           |                       |
| Grenier 20’ Bourigeaud 55’ | Marcatori | 79’ Depay 83’ Denayer |

#### Girone di ritorno
| Arbitro: | Frappart |

|  |           |          |
|  | Marcatori | 90’ Leya |

| Arbitro: | Bastien |

|  |           |                                                       |
|  | Marcatori | 16’, 68’ Kadewere 36’, 59’ Marcelo 82’ (aut.) Bouanga |

| Arbitro: | Turpin |

|                              |           |          |
| Toko Ekambi 32’ Dubois 90+2’ | Marcatori | 55’ Kalu |

| Arbitro: | Hamel |

|  |           |             |
|  | Marcatori | 21’ Paquetá |

| Arbitro: | Delerue |

|                                |           |  |
| Depay 20’, 68’ Toko Ekambi 30’ | Marcatori |  |

| Arbitro: | Gautier |

|               |           |                       |
| Paquetá 45+1’ | Marcatori | 20’ Savanier 65’ Wahi |

| Arbitro: | Schneider |

|                            |           |                                       |
| Chardonnet 53’ Cardona 74’ | Marcatori | 9’ Paquetá 29’ Aouar 44’ (rig.) Depay |

| Arbitro: | Millot |

|                  |           |                 |
| Milik 44’ (rig.) | Marcatori | 21’ Toko Ekambi |

| Arbitro: | Buquet |

|           |           |  |
| Aouar 74’ | Marcatori |  |

| Arbitro: | Brisard |

|            |           |                |
| Cafaro 33’ | Marcatori | 90+2’ Kadewere |

| Arbitro: | Turpin |

|                        |           |                                         |
| Slimani 62’ Cornet 81’ | Marcatori | 15’, 52’ Mbappé 32’ Danilo 47’ Di María |

| Arbitro: | Millot |

|            |           |             |
| Clauss 65’ | Marcatori | 81’ Paquetá |

| Arbitro: | Lesage |

|                            |           |  |
| Depay 21’, 83’ Paquetá 41’ | Marcatori |  |

| Arbitro: | Bastien |

|             |           |                      |
| Pallois 60’ | Marcatori | 5’, 37’ (rig.) Depay |

| Arbitro: | Letexier |

|                              |           |                             |
| Slimani 20’ Fonte 35’ (aut.) | Marcatori | 45+1’, 85’ Yılmaz 60’ David |

| Arbitro: | Turpin |

|                                   |           |                                  |
| Volland 25’ Ben Yedder 86’ (rig.) | Marcatori | 57’ Depay 77’ Marcelo 89’ Cherki |

| Arbitro: | Lesage |

|                                                 |           |                |
| Aouar 53’ Paquetá 65’ Guimarães 71’ (rig.), 77’ | Marcatori | 83’ Monconduit |

| Arbitro: | Buquet |

|              |           |                                                 |
| Koné 5’, 62’ | Marcatori | 8’, 24’ Paquetá 20’ Depay 55’ Aouar 87’ Slimani |

| Arbitro: | Millot |

|                      |           |                                   |
| Toko Ekambi 14’, 40’ | Marcatori | 27’ Dolberg 50’ Kamara 57’ Saliba |

### Coppa di Francia

#### Fase a eliminazione diretta
| Arbitro: | Batta |

|                                                              |           |                  |
| Depay 10’ Slimani 22’ Cornet 24’ Cherki 38’ Aouar 78’ (rig.) | Marcatori | 90’ (rig.) Nouri |

| Arbitro: | Letexier |

|                                                    |           |                |
| Benlamri 8’ Cornet 10’ Cherki 44’, 87’ Denayer 77’ | Marcatori | 41’, 56’ Bedia |

| Arbitro: | Miguelgorry |

|                                 |                      |                                               |
| Ba 61’ Roye 74’                 | Marcatori            | 28’ Paquetá 45’ Depay                         |
| Ba Durand Dzabana Michel N'Doye | Tiri di rigore 4 – 5 | Guimarães Paquetá Marcelo Denayer Toko Ekambi |

| Arbitro: | Frappart |

|  |           |                                   |
|  | Marcatori | 54’ (rig.) Ben Yedder 61’ Volland |

## Statistiche
Aggiornate al 23 maggio 2021

### Statistiche di squadra
| Competizione     | Punti | In casa | In casa | In casa | In casa | In casa | In casa | In trasferta | In trasferta | In trasferta | In trasferta | In trasferta | In trasferta | Totale | Totale | Totale | Totale | Totale | Totale | DR  |
| Competizione     | Punti | G       | V       | N       | P       | Gf      | Gs      | G            | V            | N            | P            | Gf           | Gs           | G      | V      | N      | P      | Gf     | Gs     | DR  |
| ---------------- | ----- | ------- | ------- | ------- | ------- | ------- | ------- | ------------ | ------------ | ------------ | ------------ | ------------ | ------------ | ------ | ------ | ------ | ------ | ------ | ------ | --- |
| Ligue 1          | 76    | 19      | 11      | 3       | 5       | 42      | 24      | 19           | 11           | 7            | 1            | 39           | 20           | 38     | 22     | 10     | 6      | 81     | 43     | +38 |
| Coppa di Francia | -     | 3       | 2       | 0       | 1       | 10      | 5       | 1            | 0            | 1            | 0            | 2            | 2            | 4      | 2      | 1      | 1      | 12     | 7      | +5  |
| Totale           | -     | 22      | 13      | 3       | 6       | 52      | 29      | 20           | 11           | 8            | 1            | 41           | 22           | 42     | 24     | 11     | 7      | 93     | 50     | +43 |

### Andamento in campionato
| Giornata  | 1  | 2 | 3  | 4  | 5  | 6  | 7 | 8 | 9 | 10 | 11 | 12 | 13 | 14 | 15 | 16 | 17 | 18 | 19 | 20 | 21 | 22 | 23 | 24 | 25 | 26 | 27 | 28 | 29 | 30 | 31 | 32 | 33 | 34 | 35 | 36 | 37 | 38 |
| --------- | -- | - | -- | -- | -- | -- | - | - | - | -- | -- | -- | -- | -- | -- | -- | -- | -- | -- | -- | -- | -- | -- | -- | -- | -- | -- | -- | -- | -- | -- | -- | -- | -- | -- | -- | -- | -- |
| Luogo     | T  | C | T  | C  | T  | C  | T | C | T | C  | T  | C  | T  | T  | C  | T  | C  | C  | T  | C  | T  | C  | T  | C  | C  | T  | T  | C  | T  | C  | T  | C  | T  | C  | T  | C  | T  | C  |
| Risultato | P  | V | N  | N  | N  | N  | V | V | N | V  | V  | V  | V  | V  | N  | V  | V  | V  | N  | P  | V  | V  | V  | V  | P  | V  | N  | V  | N  | P  | N  | V  | V  | P  | V  | V  | V  | P  |
| Posizione | 14 | 9 | 11 | 12 | 11 | 14 | 9 | 6 | 6 | 5  | 3  | 2  | 3  | 2  | 3  | 2  | 1  | 1  | 1  | 3  | 3  | 2  | 2  | 2  | 3  | 2  | 3  | 3  | 3  | 3  | 4  | 4  | 4  | 4  | 4  | 4  | 4  | 4  |

Fonte:  Evoluzione classifica Ligue 1 20/21, su transfermarkt.it, Transfermarkt.
Legenda:

Luogo: C = Casa; T = Trasferta. Risultato: V = Vittoria; N = Pareggio; P = Sconfitta.

### Statistiche dei giocatori
| Giocatore         | Ligue 1  | Ligue 1 | Ligue 1     | Ligue 1    | Coupe de France | Coupe de France | Coupe de France | Coupe de France | Totale   | Totale | Totale      | Totale     |
| Giocatore         | Presenze | Reti    | Ammonizioni | Espulsioni | Presenze        | Reti            | Ammonizioni     | Espulsioni      | Presenze | Reti   | Ammonizioni | Espulsioni |
| ----------------- | -------- | ------- | ----------- | ---------- | --------------- | --------------- | --------------- | --------------- | -------- | ------ | ----------- | ---------- |
| R. Anaba          | -        | -       | -           | -          | -               | -               | -               | -               | -        | -      | -           | -          |
| J. Andersen       | 3        | 0       | 1           | 0          | -               | -               | -               | -               | 3        | 0      | 1           | 0          |
| H. Aouar          | 30       | 7       | 3           | 1          | 3               | 1               | 0               | 0               | 33       | 8      | 3           | 1          |
| M. Bard           | 14       | 0       | 0           | 1          | 4               | 0               | 0               | 0               | 18       | 0      | 0           | 1          |
| D. Benlamri       | 6        | 0       | 0           | 0          | 2               | 1               | 1               | 0               | 8        | 1      | 1           | 0          |
| Camilo            | -        | -       | -           | -          | -               | -               | -               | -               | -        | -      | -           | -          |
| M. Caqueret       | 29       | 0       | 4           | 1          | 4               | 0               | 0               | 0               | 33       | 0      | 4           | 1          |
| R. Cherki         | 27       | 1       | 1           | 1          | 3               | 3               | 1               | 0               | 30       | 4      | 2           | 1          |
| M. Cornet         | 36       | 2       | 5           | 0          | 3               | 2               | 0               | 0               | 39       | 4      | 5           | 0          |
| F. Da Silva       | 1        | 0       | 0           | 0          | -               | -               | -               | -               | 1        | 0      | 0           | 0          |
| M. Dembélé        | 16       | 1       | 3           | 0          | -               | -               | -               | -               | 16       | 1      | 3           | 0          |
| J. Denayer        | 31       | 1       | 1           | 0          | 2               | 1               | 0               | 0               | 33       | 2      | 1           | 0          |
| M. Depay          | 37       | 20      | 4           | 0          | 3               | 2               | 1               | 0               | 40       | 22     | 5           | 0          |
| M. De Sciglio     | 29       | 0       | 4           | 1          | 4               | 0               | 1               | 0               | 33       | 0      | 5           | 1          |
| H. Deyonge        | -        | -       | -           | -          | -               | -               | -               | -               | -        | -      | -           | -          |
| D. Dib            | -        | -       | -           | -          | -               | -               | -               | -               | -        | -      | -           | -          |
| S. Diomandé       | 27       | 0       | 3           | 0          | 4               | 0               | 2               | 1               | 31       | 0      | 5           | 1          |
| L. Dubois         | 37       | 2       | 3           | 0          | 3               | 0               | 0               | 0               | 40       | 2      | 3           | 0          |
| B. Fofana         | -        | -       | -           | -          | -               | -               | -               | -               | -        | -      | -           | -          |
| A. Gouiri         | -        | -       | -           | -          | -               | -               | -               | -               | -        | -      | -           | -          |
| B. Guimarães      | 33       | 3       | 6           | 0          | 4               | 0               | 0               | 0               | 37       | 3      | 6           | 0          |
| M. Gusto          | 2        | 0       | 0           | 0          | -               | -               | -               | -               | 2        | 0      | 0           | 0          |
| Jean Lucas        | 8        | 0       | 1           | 0          | -               | -               | -               | -               | 8        | 0      | 1           | 0          |
| T. Kadewere       | 33       | 10      | 4           | 0          | -               | -               | -               | -               | 33       | 10     | 4           | 0          |
| H. Keïta          | 1        | 0       | 0           | 0          | -               | -               | -               | -               | 1        | 0      | 0           | 0          |
| Y. Koné           | 0        | 0       | 0           | 0          | -               | -               | -               | -               | 0        | 0      | 0           | 0          |
| A. Lopes          | 38       | -43     | 2           | 0          | 1               | -1              | 0               | 0               | 39       | -44    | 2           | 0          |
| F. Marçal         | 1        | 0       | 0           | 0          | -               | -               | -               | -               | 1        | 0      | 0           | 0          |
| Marcelo           | 34       | 3       | 7           | 2          | 3               | 0               | 0               | 0               | 37       | 3      | 7           | 2          |
| C. Özkaçar        | -        | -       | -           | -          | 1               | 0               | 0               | 0               | 1        | 0      | 0           | 0          |
| L. Paquetá        | 30       | 9       | 6           | 1          | 4               | 1               | 2               | 0               | 34       | 10     | 8           | 1          |
| J. Pollersbeck    | -        | -       | -           | -          | 3               | -6              | 0               | 0               | 3        | -6     | 0           | 0          |
| A. Racioppi       | 0        | -0      | 0           | 0          | -               | -               | -               | -               | 0        | -0     | 0           | 0          |
| Rafael            | -        | -       | -           | -          | -               | -               | -               | -               | -        | -      | -           | -          |
| J. Reine-Adélaïde | 1        | 0       | 0           | 0          | -               | -               | -               | -               | 1        | 0      | 0           | 0          |
| I. Slimani        | 18       | 3       | 0           | 1          | 3               | 1               | 0               | 0               | 21       | 4      | 0           | 1          |
| Y. Soumaré        | 3        | 0       | 0           | 0          | 1               | 0               | 0               | 0               | 4        | 0      | 0           | 0          |
| C. Tătărușanu     | 0        | -0      | 0           | 0          | -               | -               | -               | -               | 0        | -0     | 0           | 0          |
| K. Tete           | 1        | 0       | 0           | 0          | -               | -               | -               | -               | 1        | 0      | 0           | 0          |
| Thiago Mendes     | 32       | 0       | 5           | 1          | 3               | 0               | 1               | 0               | 35       | 0      | 6           | 1          |
| K. Toko Ekambi    | 35       | 14      | 3           | 0          | 4               | 0               | 0               | 0               | 39       | 14     | 3           | 0          |
| B. Traoré         | 0        | 0       | 0           | 0          | -               | -               | -               | -               | 0        | 0      | 0           | 0          |